# Ponte della Costituzione

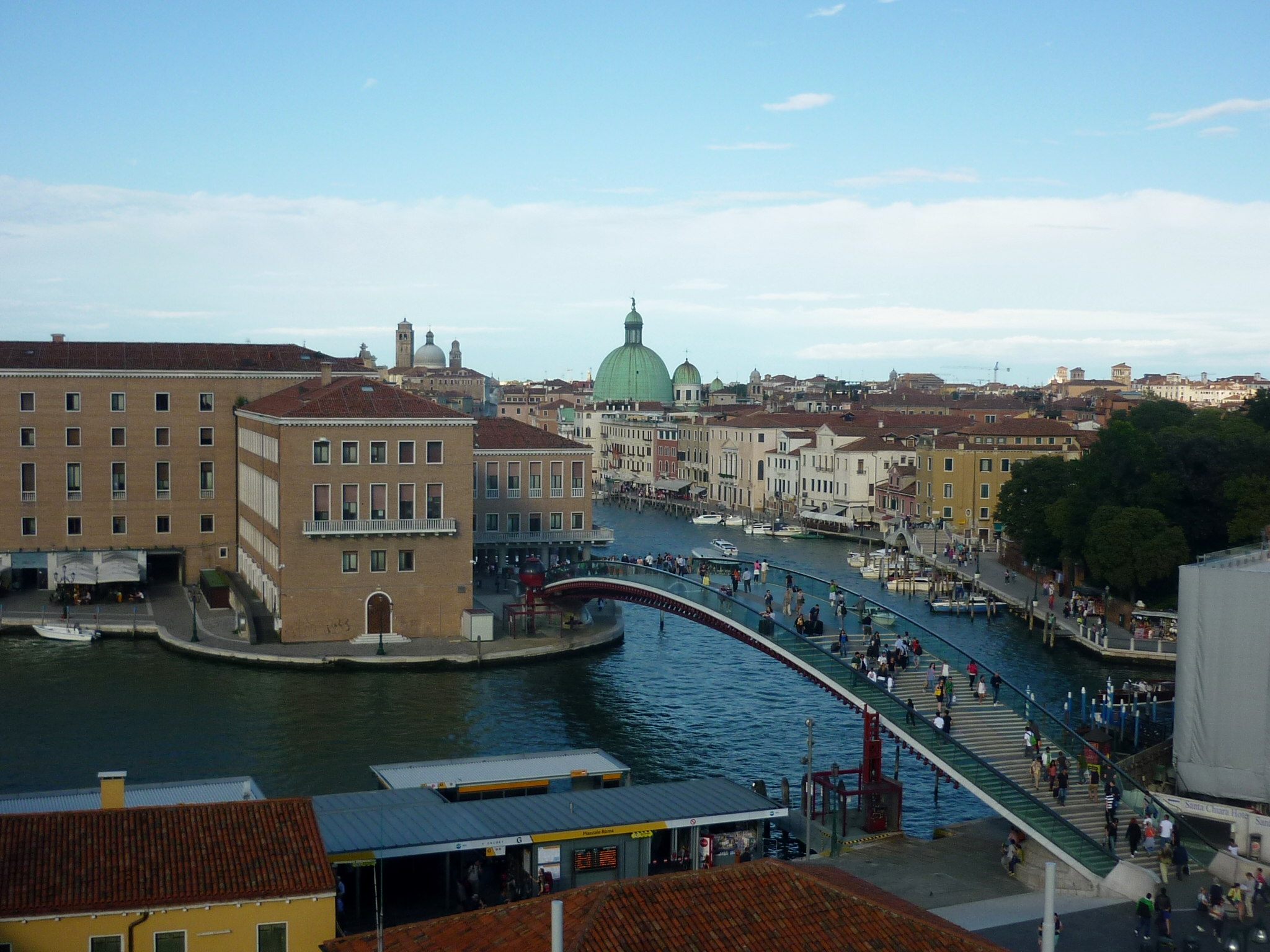
Bahnhof Santa Lucia und Ponte della Costituzione vom Piazzale Roma aus gesehen

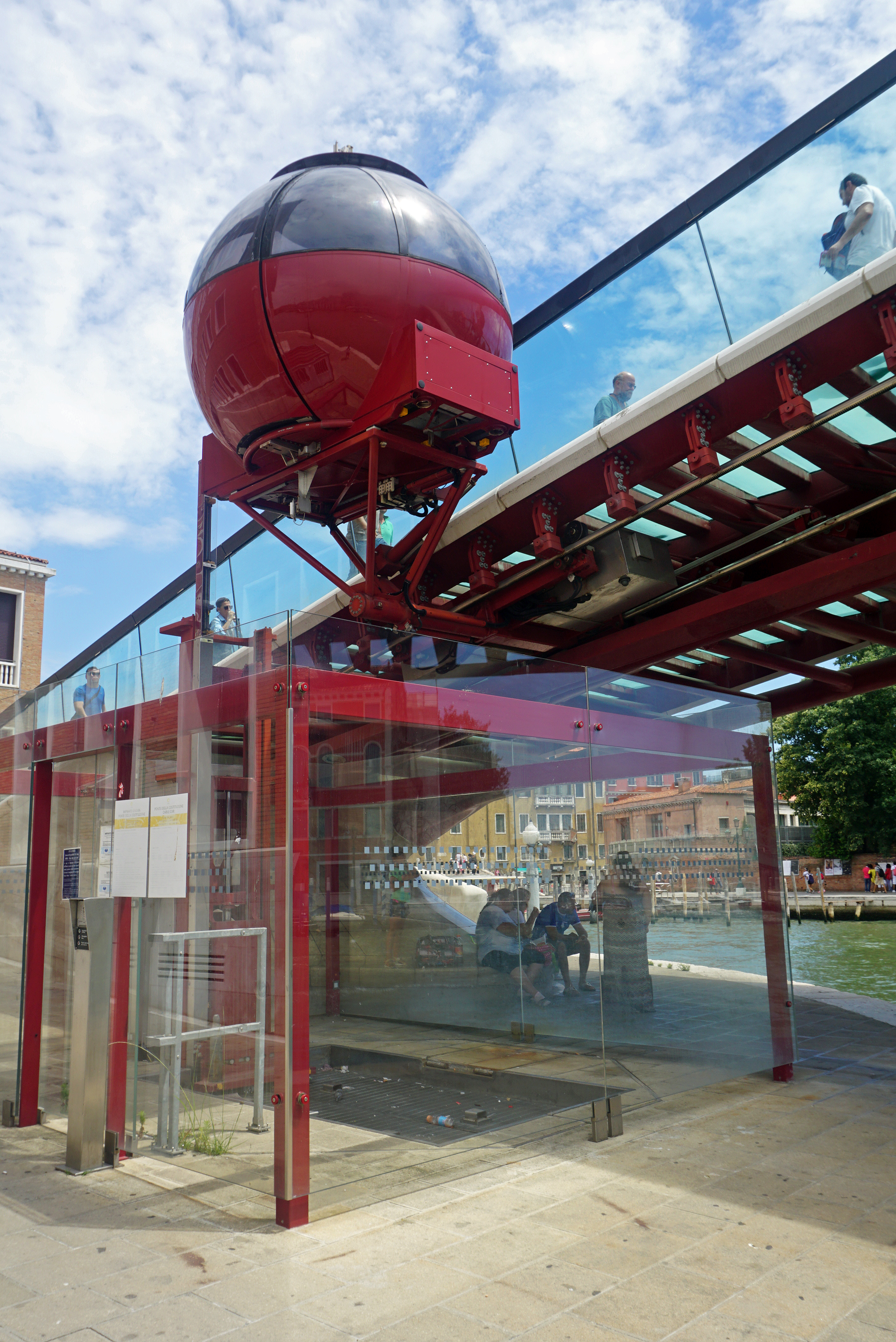
Kabine für Rollstuhlfahrer

Die 2008 fertiggestellte Brücke Ponte della Costituzione (Brücke der Verfassung) ist die vierte Brücke, die den Canal Grande in Venedig überspannt. Es ist eine Fußgängerbrücke mit Treppenstufen, die den Bahnhof Santa Lucia mit dem Piazzale Roma verbindet. Die Bogenbrücke ist 94 m lang und in der Mitte 9,28 m hoch. Sie besitzt an den Widerlagern eine Konstruktionshöhe von 0,875 m mit einer Breite von rund 6,4 m und in Brückenmitte 2,084 m mit einer Breite von etwa 9 m.
Sie wurde von dem spanischen Architekten Santiago Calatrava entworfen. Nach langen Querelen innerhalb der Stadt und Protesten oppositioneller Politiker wurde 2007 mit dem Bau begonnen, für den sieben Millionen Euro angesetzt waren. Die Brücke wurde am 11. September 2008 eingeweiht. Wegen der bis dahin aufgelaufenen Kosten von 11,6 Millionen Euro, sowie der Probleme mit Statik und allgemeiner Nutzung wurde Calatrava vom venetischen Corte dei Conti mit einer Strafzahlung von € 78.000 belegt.

## Probleme mit der Bautechnik
Im Sommer 2011 zeigten sich erhebliche Mängel an den beiden Brückenlagern, die sich bereits um bis zu 5 cm verschoben hatten. An der Ausarbeitung von Sicherungsmaßnahmen zur Verbesserung der Statik wurde gearbeitet.

## Probleme bei der Nutzung
Die Brücke ist wegen der auf ganzer Breite verlaufenden Stufen, die zudem unregelmäßig tief ausgeführt sind, nicht barrierefrei. Rollstuhlfahrer, Personen mit Koffern oder Kinderwagen konnten mit Hilfe einer 2013 eröffneten, westseitig entlanglaufenden Kabine die Brücke zwischen 8 und 22 Uhr in rund sieben Minuten überqueren. Die Kosten für den Bau dieser Konstruktion, die in der ursprünglichen Planung nicht vorgesehen war, und die sich in der Nutzung als störanfällig zeigte, beliefen sich auf 1,8 Millionen Euro. Wegen der langen Überfahrtdauer (einschl. Wartezeit für die einzige Gondel), an Sonnentagen großer Hitze und häufiger Ausfälle wurde 2019 beschlossen, die selten benutzte Konstruktion wieder abzubauen.
Außer einem längs in der Mitte verlaufenden, etwa 150 cm breiten Streifen aus Stein besteht der Fußgängerboden aus grünlichem, undurchsichtigem Glas, das besonders bei Nässe und Eisglätte zu Stürzen der Fußgänger geführt hatte. Da das Glas kein Streusalz verträgt, muss die Brücke bei Eisglätte und Schneefall gesperrt werden. Bis 2018 erreichten die Stadt Venedig 5.000 Entschädigungsforderungen von gestürzten Benutzern, die zu Zahlungen von € 60.000 führten. Zunächst wurden Antirutschstreifen aus Trachyt angebracht. Später gab die Stadt Venedig bekannt, dass sie die Glasböden durch Stein ersetzt.